# Epístola a los colosenses

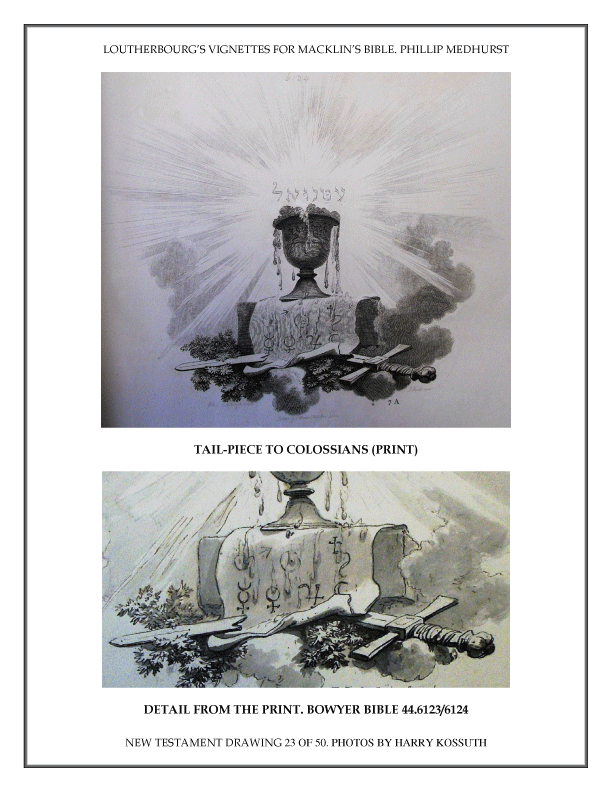
Viñeta introductoria a la Epístola a los Colosenses, de la Biblia de Macklin

La Epístola a los Colosenses es el duodécimo libro de los veintisiete que constituyen el Nuevo Testamento. Es una breve carta dirigida a los creyentes en el Mesías que habitaban en la antigua ciudad de Colosas, otrora situada en Frigia, al sudoeste de Asia Menor. La carta se presenta como obra de Pablo de Tarsoni,autor de otras epístolas incluidas en el Nuevo Testamento, y la tradición eclesiástica no cuestionó su autoría. Sin embargo, desde principios del siglo XIX se ha puesto en cuestionamiento que fuese Pablo el auténtico autor.  Si Pablo fue el autor, probablemente utilizó un amanuense, o secretario, al escribir la carta En la actualidad, su autoría está en debate. posiblemente Timoteo.
El texto original estaba escrito en griego koiné.

## Autoría
La tradición eclesiástica ha venido atribuyendo la epístola al apóstol Pablo, y sólo desde el siglo XIX se ha cuestionado esta idea. En la actualidad, las opiniones están divididas.
Los autores modernos partidarios de la autenticidad de la epístola se basan sobre todo en
- la tradición unánime de la Iglesia desde la época de Ireneo (escribió entre 177 y 190 d. C.)
- Los comentarios acerca de la cuestión de Clemente de Alejandría, Tertuliano, Orígenes de Alejandría y Eusebio están en la misma que la de Ireneo.[9]
- la presencia en ella de ideas características del pensamiento teológico de Pablo,
- la afinidad de la situación en ella descrita con la Epístola a Filemón, cuya autenticidad no se ha cuestionado: en ambas epístolas, el autor está en prisión, y en las dos figuran los mismos colaboradores.
- Los defensores de la autoría paulina defienden las diferencias que existen entre los elementos de esta carta y los que comúnmente se consideran obra genuina de Pablo (por ejemplo, 1 Tesalonicenses). Se argumenta que estas diferencias pueden provenir de la variabilidad humana, como por ejemplo por el crecimiento en el conocimiento teológico a lo largo del tiempo, la diferente ocasión para escribir, así como el uso de diferentes secretarios (o amanuenses) en la composición.[10][5] Como suelen señalar los mismos autores que señalan las diferencias de lenguaje y estilo, el número de palabras ajenas al Nuevo Testamento y a Pablo no es mayor en Colosenses que en las cartas paulinas indiscutibles (Gálatas, de extensión similar, tiene 35 hápax legomena). En cuanto al estilo, como señala Norman Perrin, que aboga por la seudonimia, «la carta emplea mucho material tradicional y se puede argumentar que esto explica el lenguaje y el estilo no paulinos. Si éste es el caso, el lenguaje y el estilo no paulinos no son indicios de seudonimia.«[11] No sólo eso, sino que se ha observado que Colosenses tiene características estilísticas indiscutiblemente paulinas, que no se encuentran en ninguna otra parte del Nuevo Testamento.[11][12] Los defensores de la autoría paulina también sostienen que las diferencias entre Colosenses y el resto del Nuevo Testamento no son tan grandes como se pretende.[13]

Como señala el teólogo Stephen D. Morrison en su contexto, «los eruditos bíblicos están divididos sobre la autoría de Efesios y Colosenses» Pone como ejemplo la reflexión del teólogo Karl Barth sobre la cuestión. Aunque reconocía la validez de muchas cuestiones relativas a la autoría paulina, Barth se inclinaba por defenderla. Sin embargo, llegó a la conclusión de que para él no tenía mucha importancia una cosa u otra. Era más importante centrarse en «Quid scriptum est» (Lo que está escrito) que en «Quis scripseris» (Quién lo escribió). «Basta con saber que alguien, en todo caso, escribió Efesios (¿por qué no Pablo?), entre 30 y 60 años después de la muerte de Cristo (difícilmente más tarde que eso, ya que está atestiguado por Ignacio, Policarpo y Justino), alguien que comprendió bien a Pablo y desarrolló las ideas del apóstol con conspicua lealtad, además de originalidad«.
.

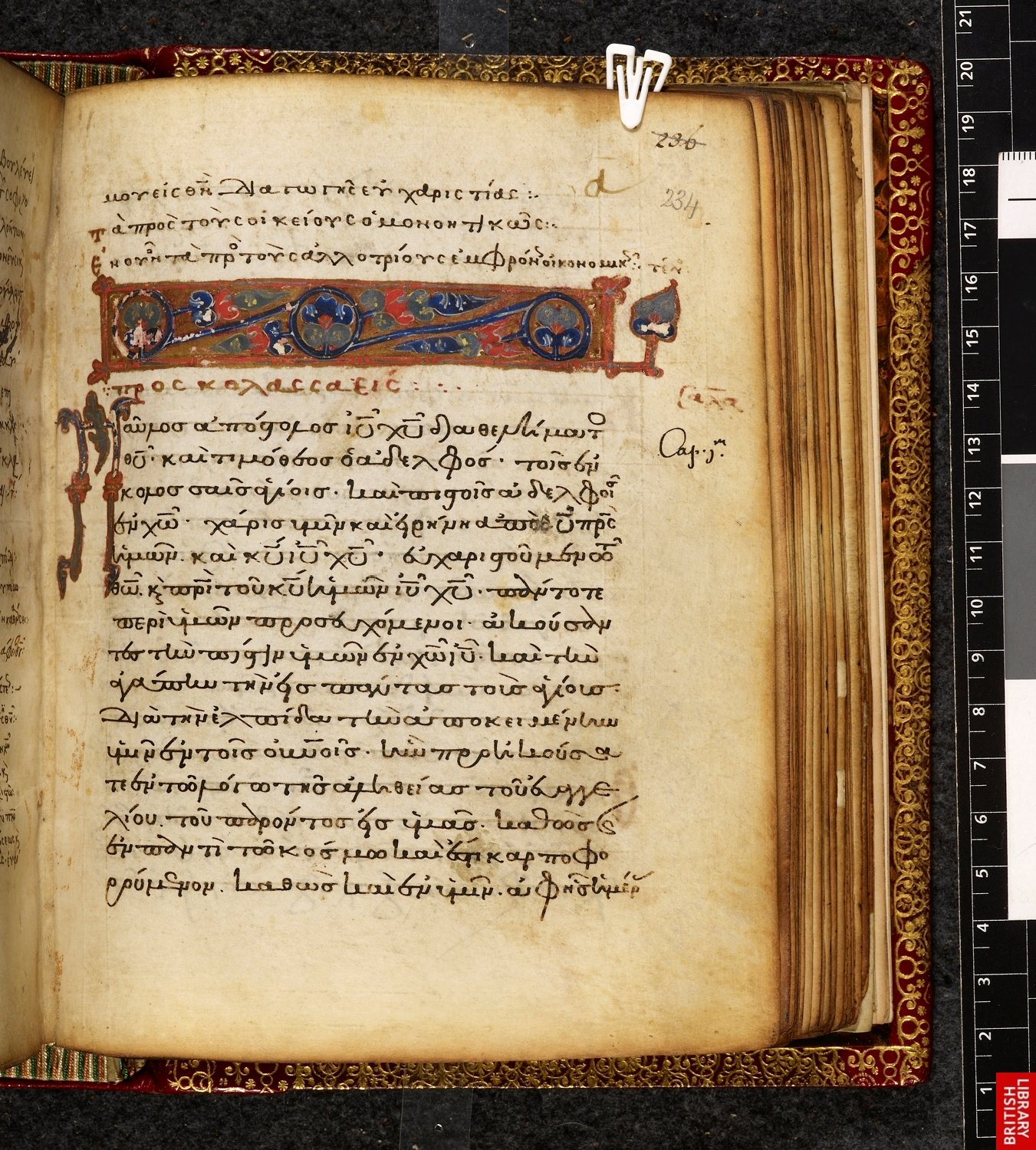
La primera página de Colosenses en Minúscula 321 da su título como προς κολασσαείς, «a los colosenses». Biblioteca Británica, Londres

Quienes descartan que la epístola sea auténticamente paulina se basan en
- Diferencias de vocabulario con 48 palabras que aparecen en Colosenses que no se encuentran en ninguna otra parte de sus escritos.[15]
- Diferencias de estilo literario.[16]
- Concepciones teológicas diferentes. Señala Antonio Piñero especialmente dos: el énfasis que se hace en la creación del universo a través de Cristo (cf. 1,16), y el concepto cósmico de Iglesia, como cuerpo de Cristo (cf. 1,18-24), cuando en el resto de las epístolas paulinas la palabra «iglesia» tiene siempre el sentido de comunidad cristiana local.[17]
- La imagen que la epístola presenta del apóstol: más que a un personaje vivo, parece reflejar a un personaje del pasado.

## Fecha de composición
En la epístola hay elementos que permiten afirmar que fue escrita en prisión (cf. 4,10; 4,18). Por ello, los partidarios de la autoría de Pablo consideran que fue escrita durante alguno de los períodos de encarcelamiento del apóstol narrados en los Hechos de los Apóstoles: su primera prisión en Roma, durante la cual disfrutó de una relativa libertad para predicar (cf. Hch 28,16-28), época en la que la mayoría de los estudiosos están de acuerdo. Su segundo encarcelamiento fue en dicha ciudad, su prisión en Cesarea Marítima (cf. Hch 23,12-27,1), o incluso en Éfeso (cf. Hch 9). En todo caso, debió ser compuesta poco antes de la Epístola a los Efesios. Quienes niegan la autoría paulina, en general, no se pronuncian sobre una fecha y lugar de composición concretos, aunque consideran que debió de ser escrita en fecha relativamente próxima a la muerte del apóstol, y, en todo caso, antes de Efesios.
Los autores que aceptan su atribución a Pablo en Roma durante su primer encarcelamiento allí, probablemente en la primavera de 57 o, según otros, en el año 62. Poco después, escribió la Epístola a los Efesios. También es probable que Pablo la compusiera aproximadamente al mismo tiempo que escribió a Filemón y a los Efesios, ya que las tres cartas se enviaron con Tíquico y Onésimo. Una fecha del año 62 d. C. supone que el encarcelamiento del que habla Pablo es su encarcelamiento romano que siguió a su viaje a Roma.
Otros eruditos han sugerido que fue escrito desde Cesarea o Éfeso.

## Manuscritos supervivientes
El manuscrito original se ha perdido, al igual que muchas copias antiguas. Las texto de las copias supervivientes varía. Los manuscritos más antiguos que transcriben parte o la totalidad de esta carta incluyen:
- Papiro 46 (c. 200 d. C.)
- Codex Vaticanus (325-350)
- Codex Sinaiticus (330-360)
- Codex Alexandrinus (400-440)
- Codex Ephraemi Rescriptus (c. 450)
- Codex Freerianus (c. 450)
- Codex Claromontanus (c. 550; en griego y latín)
- Codex Coislinianus (c. 550)

## Contexto

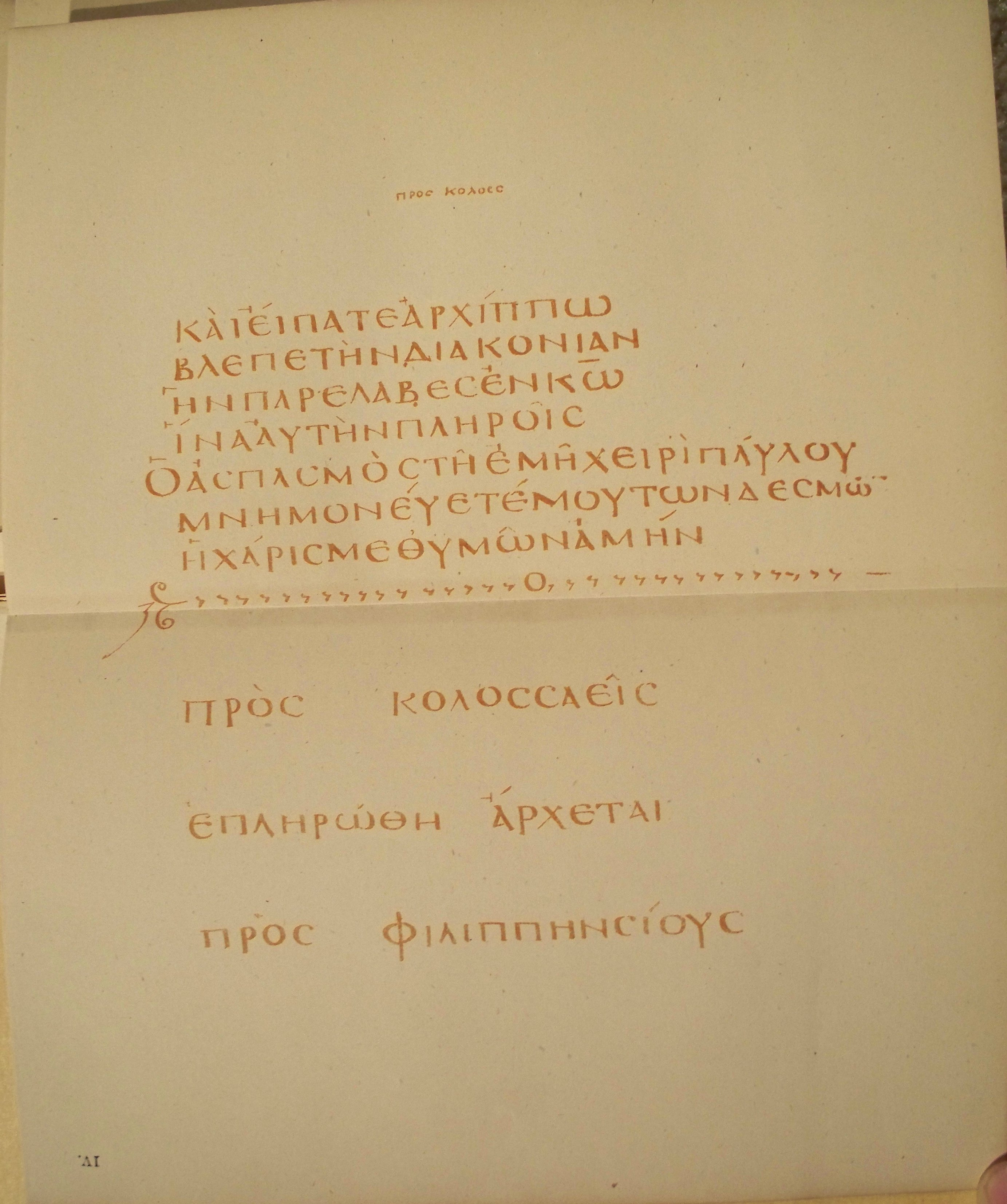
La última página de Colosenses en el Codex Claromontanus en la Bibliothèque nationale de France

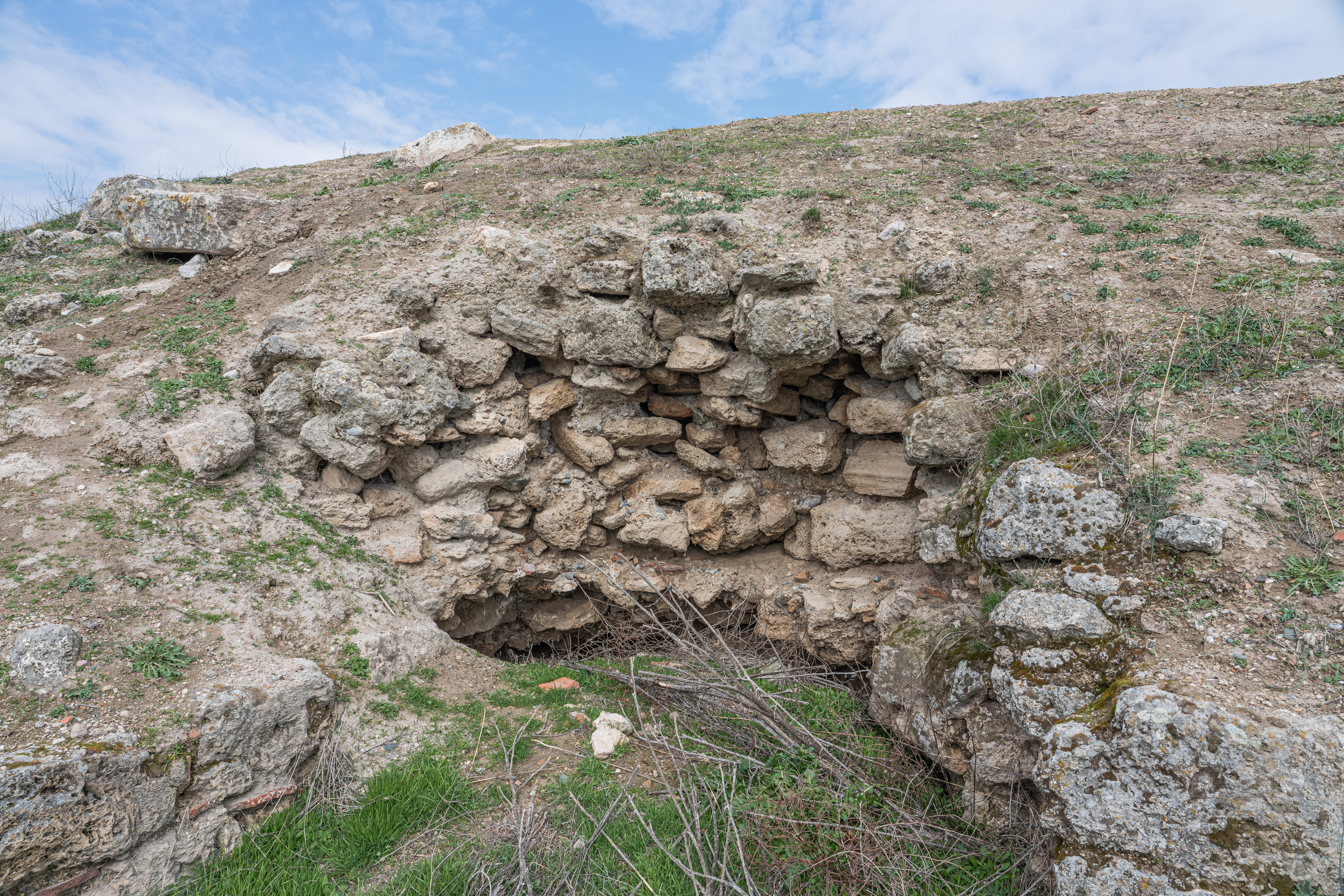
Edificio en ruinas en Colosas

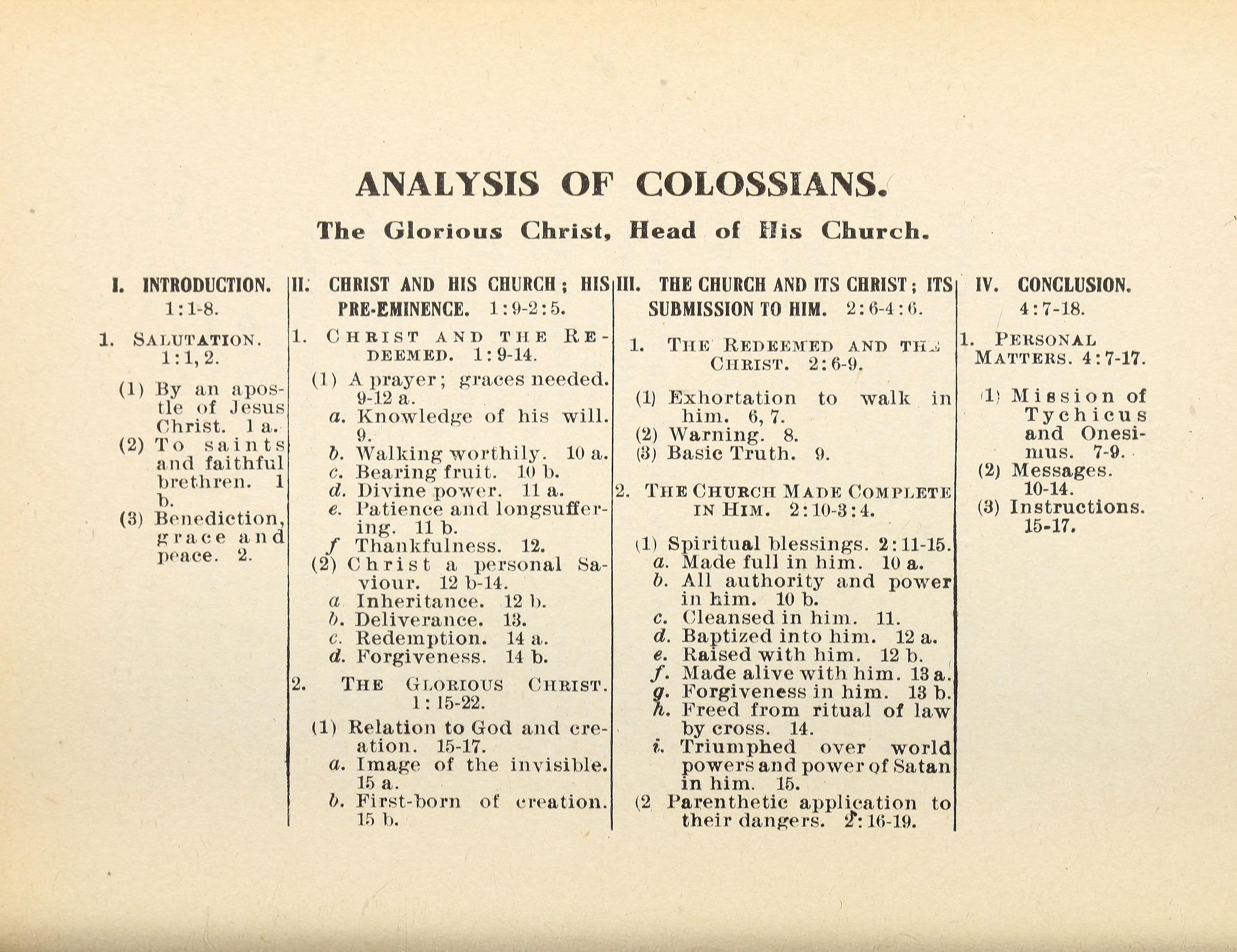
Esquema de Colosenses, William Brooks Taylor (1910)

La carta va dirigida a la comunidad creyente en el Mesías de la ciudad de Colosas, en Frigia, región situada en el sudoeste de Asia Menor. Colosas era una ciudad pequeña, relativamente cercana a Éfeso y Mileto. La comunidad creyente de Colosas estaba en contacto con las de otras dos localidades próximas, Hierápolis y Laodicea (cf. 4,13-16), De acuerdo con el propio texto de la epístola, la comunidad no ha sido fundada por Pablo, ya que el autor (sea Pablo o uno de sus seguidores, habla, en cualquier caso, en nombre del apóstol) afirma que ni ellos ni los de Laodicea lo han visto nunca personalmente (cf. 2,1), sino probablemente por Epafrás (cf. 1,7) compañero de Pablo cuando estuvo en la milicia.
El motivo de la epístola son las disensiones que han surgido en el seno de la comunidad a causa de la predicación de algunas personas cuyos nombres no se citan. La doctrina de estos predicadores puede reconstruirse a partir de la propia epístola. Se trata de una «filosofía» (cf. 2,8) que postula la existencia de poderes intermedios entre Dios y los hombres (en el texto llamados principados y potestades, cf. 2,10), que pueden asimilarse a los ángeles. Dada la insistencia del autor de Colosenses en que únicamente en el Mesías reside la plenitud de la Deidad (cf. 2,9), puede deducirse que, para los predicadores de Colosas, el Mesías ocupaba un lugar subordinado con respecto a estos «principados» y «potestades». En 2,18 el autor de la epístola advierte explícitamente contra los poderes de las tinieblas esta filosofía prescribía además ciertas prácticas (cf. 2,20-22), relacionadas con la comida y la bebida, así como con festividades como la del novilunio y la del sábado (cf. 2,16).
Colosas se encuentra en la misma región que las siete iglesias del Libro del Apocalipsis. En Colosenses se menciona a los hermanos locales de Colosas, Laodicea y Hierápolis. Colosas estaba aproximadamente a 12 millas (19,3 km) de Laodicea y a 14 millas (22,5 km) de Hierápolis.
Las referencias a «los elementos» y la única mención de la palabra «filosofía» en el Nuevo Testamento han llevado al erudito Norman DeWitt a concluir que los primeros cristianos de Colosas debían de estar bajo la influencia de la filosofía epicúreo, que enseñaba el atomismo.  La Epístola a los Colosenses proclamaba que Cristo era el poder supremo sobre todo el universo, e instaba a los cristianos a llevar una vida piadosa. La carta consta de dos partes: primero una sección doctrinal y luego una segunda relativa a la conducta. Los que creen que la motivación de la carta era una herejía creciente en la iglesia ven ambas secciones de la carta como una oposición a los falsos maestros que habían estado propagando el error en la congregación. Otros ven ambas secciones de la carta como principalmente un estímulo y edificación para una iglesia en desarrollo.

## Estructura
Según Gabriel Pérez Rodríguez, la estructura de la epístola es la siguiente:
1. Introducción (1,1-14)
2. Primera parte, de carácter teórico-doctrinal (1,15-2,23)
3. Segunda parte, exhortación moral (3,1-4,1)
4. Conclusión (4,2-18)

Esta estructura coincide con la de otras epístolas paulinas, como Romanos y Gálatas.

## Versículos y comentarios al capítulo I

### Comentarios a los versículos 1:1-23
La carta comienza con una salutación epistolar (vv. 1-2), seguida por una acción de gracias a Dios, reconociendo la fidelidad de los destinatarios a los dones recibidos (vv. 3-8). Luego, incluye una ferviente oración para que avancen en santidad (vv. 9-11), acompañada de una invitación a dar gracias por las obras de Dios en ellos (vv. 9-14). Esto culmina en un himno que proclama la supremacía de Cristo sobre la creación y la Iglesia, afirmando que todo ha sido redimido por la sangre de su sacrificio en la cruz (vv. 15-20).

### Comentarios a los versículos 1:3-14
La comunidad de Colosas fue evangelizada por Epafras, no por Pablo, quien desde el inicio reconoce la labor y predicación de su discípulo y se alegra por la fe de los colosenses. Las doctrinas sincretistas que circulaban en las iglesias de Frigia fomentaban un interés por el conocimiento de los misterios divinos. Esto motivó una intensa oración que subraya la necesidad de un verdadero conocimiento de Dios (v. 9), obtenido a través del Evangelio recibido, frente a enseñanzas erróneas que prometían salvación mediante una gnosis esotérica. Dichas especulaciones consideraban el cosmos como una dualidad entre las tinieblas de la tierra y una plenitud divina donde los iniciados alcanzaban la salvación. Retomando este lenguaje, aunque adaptado, Pablo habla del poder de las tinieblas (v. 13) para referirse a la esclavitud del pecado, y de la luz (v. 12) como el estado de quienes viven en comunión con Dios. Por ello, el Apóstol ora continuamente para que los colosenses crezcan en el verdadero conocimiento divino (vv. 9-10) y los anima a expresar su gratitud por los dones de Dios mediante obras (v. 10).

Aquí habla de la vida y de las obras, y es que también lo hace en todas partes: siempre junta la fe a la conducta (…). Efectivamente, quien conoce a Dios y es considerado digno de ser siervo de Dios, más aún, incluso hijo, mira tú cuánta virtud no necesitará.

### Comentarios a los versículos 1:15-20
En contraste con enseñanzas equivocadas sobre la salvación, este pasaje destaca el misterio de Cristo y su misión redentora en un himno que celebra su señorío sobre toda la creación. La primera sección afirma que Cristo ejerce dominio sobre el cosmos entero, ya que es el Creador de todo lo existente, recordando el prólogo de Juan y el inicio de Génesis. En la segunda parte (vv. 18-20), se describe la nueva creación realizada a través de la gracia que Cristo ganó con su sacrificio en la cruz, siendo Él el Mediador y Cabeza de la Iglesia. Su muerte y resurrección han traído reconciliación y paz entre todas las cosas y Dios. Al mencionar que el Hijo es la imagen del Dios invisible, se alude a la «identidad de naturaleza entre el Padre y el Hijo», así como al hecho de que el Hijo procede del Padre, siendo la manifestación perfecta de Dios.

Se le llama “imagen” porque es consustancial y porque, en cuanto tal, procede del Padre, sin que el Padre proceda de Él. 

Y Santo Tomás explica de la siguiente manera: 

La imagen de un ser puede hallarse en otro de dos maneras: de una parte, cuando se halla en un ser de la misma naturaleza específica, y así es como se halla la imagen de un rey en su hijo; y de otra, en un ser de naturaleza distinta, como la imagen del rey en una moneda. Pues bien, según el primer modo, el Hijo es imagen del Padre, mientras que el hombre se llama imagen de Dios conforme al segundo. De aquí que, para expresar la imperfección de la imagen en el hombre, no se dice que es imagen, sino que es a imagen, para designar un cierto movimiento que tiende a la perfección. En cambio, del Hijo no puede decirse que sea a imagen, porque es imagen perfecta del Padre.

Al llamarle «primogénito» (v. 15) muestra que tiene la supremacía y la capitalidad sobre todos los seres creados. 

Fue llamado “primogénito” no por su proveniencia del Padre, sino porque en Él fue hecha la creación… Si el Verbo fuera una de las criaturas, habría dicho la Escritura que Él es primogénito de todas las criaturas. Ahora bien, diciendo los santos que Él es “primogénito de toda creación” directamente se muestra que es otro distinto a toda la creación y que el Hijo de Dios no es una criatura.

Cristo es llamado «primogénito» no solo porque precede a toda la creación, sino porque todas las cosas fueron creadas en Él, por Él y para Él. "En Él" se refiere a Cristo como principio y centro, siendo modelo o causa ejemplar de la creación; "por Él" indica que Dios Padre creó todo a través del Hijo; y para Él significa que Cristo es el propósito último de todo lo creado. Además, todas subsisten en Él, ya que Él las sostiene en la existencia. El versículo 18 lo presenta como la cabeza de la Iglesia, su cuerpo.

Ya sabemos los cristianos que se llevó a cabo la resurrección en nuestra Cabeza y que se llevará en los miembros. La cabeza de la Iglesia es Cristo, y los miembros de Cristo, la Iglesia. Lo que aconteció en la cabeza se cumplirá más tarde en el cuerpo. Ésta es nuestra esperanza.

Como Cristo tiene la primacía sobre todas las realidades creadas, el Padre quiso, por medio de Él, reconciliarlas todas consigo (v. 20). El pecado había separado a los hombres de Dios, y esto trajo como consecuencia la ruptura del orden perfecto que había entre las criaturas desde el comienzo. Derramando su sangre en la cruz, Cristo restauró la paz. Nada en el universo queda excluido de este influjo pacificador.

La historia de la salvación —tanto la de la humanidad entera como la de cada hombre de cualquier época— es la historia admirable de la reconciliación: aquélla por la que Dios, que es Padre, reconcilia al mundo consigo en la Sangre y en la Cruz de su Hijo hecho hombre, engendrando de este modo una nueva familia de reconciliados. La reconciliación se hace necesaria porque ha habido una ruptura —la del pecado— de la cual se han derivado todas las otras formas de rupturas en lo más íntimo del hombre y en su entorno. Por tanto la reconciliación, para que sea plena, exige necesariamente la liberación del pecado, que ha de ser rechazado en sus raíces más profundas. Por lo cual una estrecha conexión interna viene a unir conversión y reconciliación; es imposible disociar las dos realidades o hablar de una silenciando la otra.

## Temática
| Capítulo | Temas                     |  |
| 1        | «La voluntad de Dios»     |  |
| 1        | Fidelidad                 |  |
| 1        | «Conocimiento espiritual» |  |
| 1        | Oración                   |  |
| 1(v13)   | Liberación                |  |
| 1(v22)   | Conducta                  |  |
| 3(v5)    | «Vieja vida»              |  |
| 4        | Deberes cristianos        |  |

## Simbología
| Capítulo | Símbolo |  |
| 3(v16)   | Himno   |  |
| 3(v16)   | Salmos  |  |
| 4(v3)    | Puerta  |  |
| 4(v6)    | Sal     |  |

### Resumen
I. Introducción (1:1-14)
- A. Saludos (1:1-2)
- B. Acción de gracias (1:3-8)
- C. Oración (1:9-14)

II. La supremacía de Cristo (1:15-23)
III. La labor de Pablo en favor de la Iglesia (1:24-2:7)
- A. Un ministerio por el bien de la Iglesia (1:24-2:7)
- B. Una preocupación por el bienestar espiritual de sus lectores (2:1-7)

IV. La liberación de las normas humanas mediante la vida con Cristo (2:8-23)
- A. Advertencia para protegerse de los falsos maestros (2:8-15)
- B. Súplicas para rechazar a los falsos maestros (2:16-19)
- C. Un análisis de la herejía (2:20-23)

V. Reglas para una vida santa (3:1-4:6)
- A. El viejo yo y el nuevo yo (3:1-17)
- B. Reglas para los hogares cristianos (3:18-4:1)
- C. Instrucciones adicionales (4:2-6)

VI. Saludos finales (4:7-18)
.